# Sunsets on empire
Sunsets on empire is het vijfde studioalbum van Fish. Fish zat enigszins in de problemen. Hij was niet meer aangesloten bij een internationaal platenlabel. Om uit de kosten te komen verschenen regelmatig livealbums en verzamelalbums op zijn eigen label Dick Bros Record Company. Voorafgaand aan dit album kwam Yin/Yang uit, na dit album Kettle of Fish. Sunsets was het eerste “normale” album van de Schot sinds vier jaar. Het album is opgenomen in de Millennium Recording Studio in Haddington.
Fish schakelde het (toen) opkomend talent Steven Wilson in, die toen furore maakte met Porcupine Tree en no-man en bekend werd vanwege zijn heldere manier van produceren. Het had mede tot resultaat dat de muziek ook een stuk steviger klonk dan op voorgaande albums. Het resultaat was in de ogen van de fans niet erg best; het album verkocht maar matig. In Engeland haalde het slechts een week notering op plaats 42. In Nederland dat toch altijd verzot was op Fish en Marillion, haalde het in 5 weken de 44e plaats. Het album en de daarop volgende tour brachten Fish aan de financiële afgrond. Hij zou gedwongen worden zijn eigen platenlabel op te heffen en heruitgaven verschenen voortaan bij Roadrunner en Snapper Music.  

## Musici
- Fish – zang
- Steven Wilson – gitaar en toetsinstrumenten
- Foss Patterson – toetsinstrumenten, achtergrondzang
- Ewen Vernal – basgitaar
- Dave Stewart – slagwerk
- Robin Boult – gitaar
- Frank Usher – gitaar
- Dave Haswell – percussie
- Chris Gaugh – cello
- Brian Hale – viool
- Martyn Bennett – viool
- Terence Jones – hoorn
- Fraser Speirs  – mondharmonica
- Doc – stem op Brother 52
- Lorna Bannon, Katherine Garrett, Don Jack, Chris Thomson, Annie McCraig – achtergrondzang

## Muziek
| Nr. | Titel                                          | Duur |
| --- | ---------------------------------------------- | ---- |
| 1.  | The perception of Johnny Punter (Dick,Wilson)  | 8:36 |
| 2.  | Goldfish and clowns (Dick,Wilson)              | 6:36 |
| 3.  | Change of heart (Dick,Boult)                   | 3:41 |
| 4.  | What colour is God? (Dick,Wilson)              | 5:50 |
| 5.  | Tara (Dick, Patterson)                         | 5:11 |
| 6.  | Jungle ride (Dick,Boult)                       | 7:33 |
| 7.  | Worm in a bottle (Dick,Boult)                  | 6;23 |
| 8.  | Brother 52 (Dick,Wilson)                       | 6:05 |
| 9.  | Sunsets on empire (Dick,Wilson)                | 6:54 |
| 10. | Say it with flowers (Dick,Wilson, Tim Bowness) | 4:15 |
| 11. | Do not walk outside this area (Dick, Wilson)   | 6:29 |

Tara is de dochter van Fish en is een ballad tussen het geweld.